# Ordre Taego

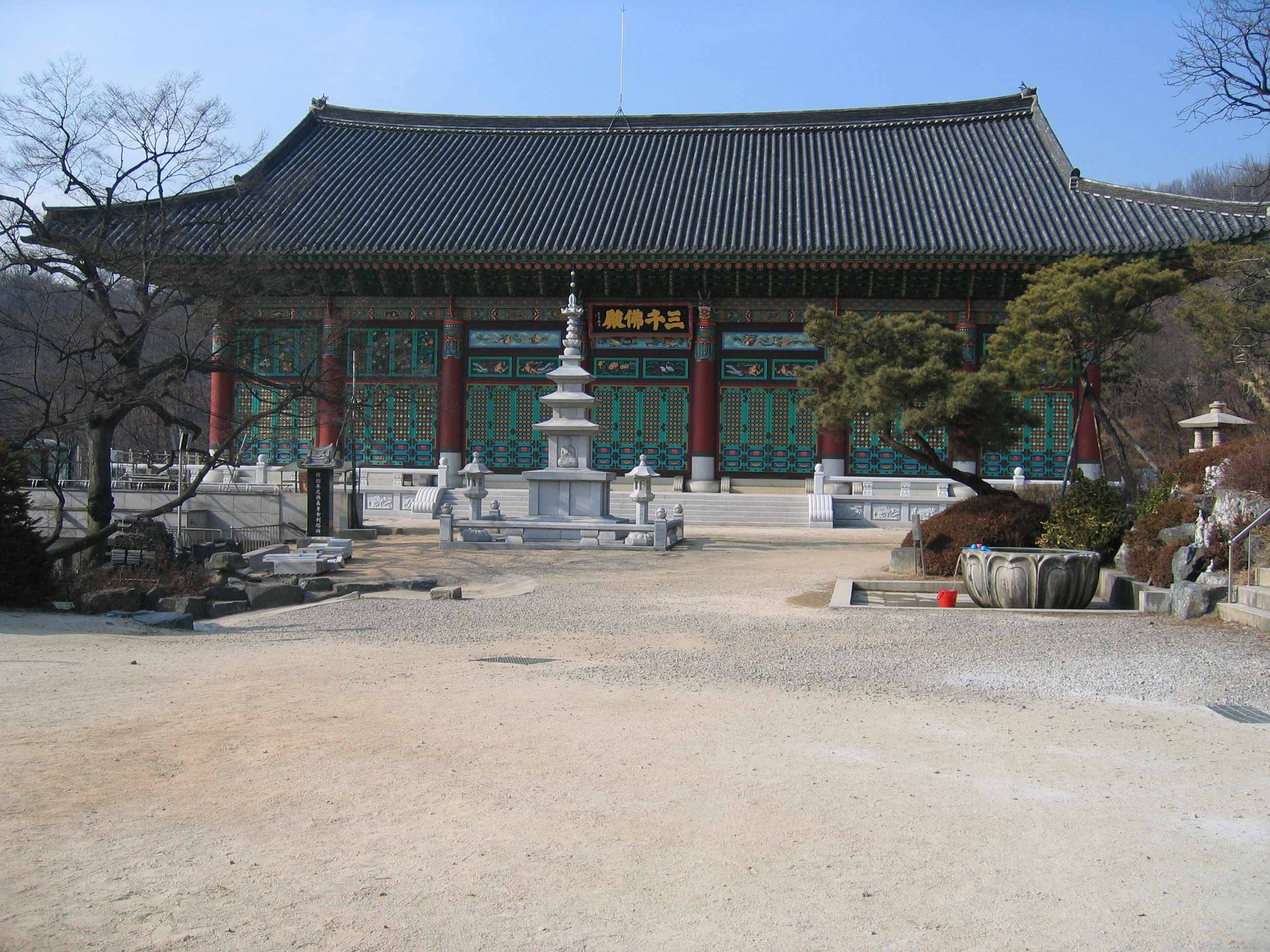
Samcheonbuljeon (lit. Hall des 3000 bouddhas) du temple Bongwon, à Séoul, en Corée du Sud.

L'Ordre Taego est une branche du bouddhisme Son (équivalent du Chan) en Corée. Ce mouvement a été fondé en 1969 afin de permettre aux moines qui le désirent de continuer à se marier ou de rester mariés. Si ce n'est cette particularité, cette école suit les mêmes patimokkha et vinaya qu'en Chine[réf. nécessaire]. Son nom vient d'un moine du XIVe siècle, Taego Pou.

## Histoire
Le monachisme bouddhiste coréen a d'une façon générale imposé le célibat aux moines. Cependant, durant les années d'occupation de la Corée par le Japon (1910-1945), à l'instar de l'action menée au Japon par le gouvernement durant l'ère Meiji, les autorités japonaises ont introduit de nombreuses réformes dans le bouddhisme coréen, parmi lesquelles l'autorisation pour les moines de se marier.
Après 1945, les moines coréens restés célibataires lancent une campagne de purification du bouddhisme, pour le débarrasser des influences japonaise, et réclament donc la réinstauration du célibat obligatoire pour les moines. Les moines mariés se disent alors persécutés, et l'on aboutit à un schisme profond qui entraîne des violences. 
Finalement, en 1961, la Cour suprême rend à l'ordre Jogye (dont les moines sont célibataires) le contrôle administratif de presque tous les grands monastères, si bien qu'en 1969, les moines qui refusent de quitter leur famille vont quitter cet ordre. Sous la direction de Taeryun (1884-1979) — un maître reconnu qui défendait le mariage et avait donc lui-même quitté l'ordre Jogye (où il occupait une place élevée) en 1960 — ils créent la lignée du Taego Chong, qui est aujourd'hui le deuxième ordre monastique, après l'ordre Jogye qui exige toujours, lui, le célibat des moines.
Parmi les grands temples de l'ordre, mentionnons le Bongwonsa (en) à Séoul et le Sonamsa (en) dans la province de Jeolla du Sud.